# Rock Me My Baby
«Rock Me My Baby» es una canción escrita por Susan Heather y Shorty Long. Fue grabada más tarde por Buddy Holly y The Crickets.

## Grabación
En el año 1957, mientras The Crickets estaban en el "The Biggest Show Of Stars of 1957", dando conciertos en "teatros negros", Norman Petty reservó el Tinker Air Force Base, una base de la fuerza aérea estadounidense, en Oklahoma City. The Crickets volvieron del viaje, mientras tanto Petty había tomado las cintas de las sesiones de Clovis, Nuevo México y junto el grupo The Picks, añadieron coros en las canciones.
Buddy Holly y The Crickets realizaron proyectos para ir de Tulsa a Oklahoma, ciudad donde Petty iba a pasar la noche. En las tempranas horas de la mañana del 29 de septiembre, en la esquina del cuarto principal, Buddy Holly y The Crickets grabaron: "Maybe Baby", "An Empty Cup (And a Broken Date)", "Rock Me My Baby" y "You've Got Love", todas estas canciones más tarde aparecieron en su primer álbum de estudio, The "Chirping" Crickets. "Rock Me My Baby" contó con Buddy Holly en la guitarra líder, Jerry Allison en la batería, Joe Mauldin en el contrabajo y Niki Sullivan en la guitarra rítmica.

## Publicaciones
La canción "Rock Me My Baby" apareció como la última canción del primer álbum de Buddy Holly junto a The Crickets The "Chirping" Crickets de 1957. Es la canción más corta, y es un rápido rock and roll.